# Superwelt
Superwelt ist ein österreichischer Spielfilm von Karl Markovics aus dem Jahr 2015. Der Film wurde auf dem 45. Berlinale Forum am 9. Februar 2015 erstmals aufgeführt. Bei der Diagonale 2015 wurde Karl Markovics mit dem Thomas-Pluch-Drehbuchpreis ausgezeichnet. Ulrike Beimpold erhielt den Preis als beste Schauspielerin, ebenso beim Österreichischen Filmpreis 2016. Zudem gewann Superwelt in den Kategorien „Bildgestaltung Spielfilm“ (Michael Bindlechner) und „Szenenbild Spielfilm“ (Isidor Wimmer).

## Handlung
Die im freudlosen, routinierten Alltagsleben gefangene Familienmutter und Supermarktkassiererin Gabi beginnt, Stimmen zu hören. Dieser Einschnitt verändert nicht nur ihr Leben, sondern auch das ihres bodenständigen Ehemannes.

## Hintergrund

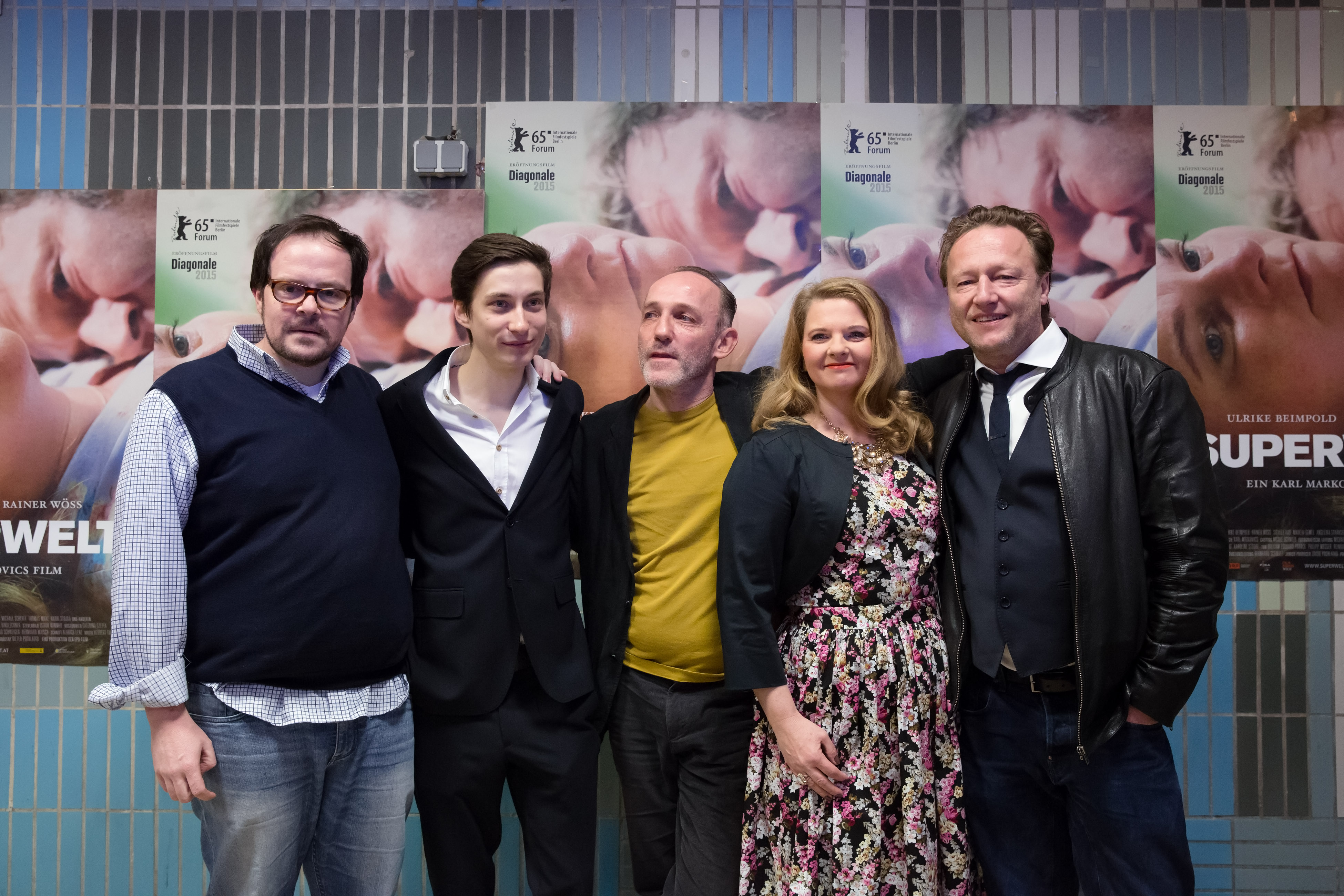
L. n. r.: Thomas Mraz, Nikolai Gemel, Karl Markovics, Ulrike Beimpold und Rainer Wöss bei der Wienpremiere (2015)

Der Film ist einer biblischen Berufungsgeschichte nachgebildet und zieht dabei einige Parallelen zu biblischen Topoi, wie bei der brennenden Thujahecke (Brennender Dornbusch), bei der dreifachen Verleugnung durch ihren Sohn (Verleugnung des Petrus), die Wanderung durch den Sand der Schottergrube (Wüste), bei der Kaffeepause im Bauwagen mit den zwölf Schottergrubenarbeitern (Abendmahl Jesu), das Waschen neben der Wasserpumpe (Jakobsbrunnen) – auffallend ist hier auch die Nähe zum kaum fließenden Bach, der an den Jordan erinnert (Taufe Jesu).
Der Film hatte ein Budget von ca. 2,3 Mio. Euro und wurde innerhalb von 35 Drehtagen aufgenommen. Die Zeit von der Idee bis zur Umsetzung beziffert der Regisseur mit ca. zwei Jahren.